# 下伊列季市镇
下伊列季市镇（俄语：Нижнеиретское муниципальное образование）是俄罗斯联邦伊尔库茨克州切列姆霍沃区所属的一个市镇。其下辖有个居民点，行政中心为下伊列季。据2016年统计，该市镇的人口为1124人。